# Gulmira Kudaiberdiyeva
Gulmira Karimovna Kudaiberdiyeva (kirghize : Гульмира Каримовна Кудайбердиева, née le 23 septembre 1966) est une femme politique kirghize.

## Biographie
Kudaiberdiyeva gradue en jurisprudence de l'Université d'État du Kirghizistan Ishenala Arabaïeva. Entre 1989 et 2012, elle occupe plusieurs positions autant au niveau politique en travaillant à plusieurs départements et bureaux administratifs souvent en lien avec l'éducation qu'au niveau académique en enseignant. En 2012, elle est nommée à la tête du département des politiques sociales du bureau du Président,. Le 8 novembre 2015, elle est nommée vice-première ministre chargée des affaires sociales sous le gouvernement de Temir Sarïev, elle y remplace Damira Niyazalieva. En novembre 2016, elle représente le Kirghizistan à la Conférence des Femmes ministres et Parlementaires organisé par le Forum Asiatique des Parlementaires sur la Population et le Développement, elle y est accompagné par le député Osmonbek Artykbayev et la députée Alfiia Samigullina. Elle ne reste au poste de vice-première ministre seulement qu'un an vu que, lors d'un remaniement ministériel, Sooronbay Jeenbekov la remplace par Cholpon Sultanbekova et nomme Kudaiberdiyeva nouvelle ministre de l'Éducation et de la Science en remplacement de Elvira Sarïeva. Le 22 février 2018, elle est réprimée par le premier ministre Sapar Isakov en compagnie de quatre autres ministres: Adylbek Kasymaliev, Artem Novikov, Talantbek Batyraliev et Nurbek Murashev.
Durant son mandat à la tête du ministère de l'Éducation, l'index de confiance envers les institutions scolaires grimpe à 28% en 2019 comparé à 16,4% en 2016. À la publication de ses résultats, elle déclare que le gouvernement devait continué de combattre la corruption en milieu scolaire, qu'elle accuse d'être la principale cause de ce manque de confiance. Elle démissionne le 4 septembre 2019.